# RM (mixtape)
RM es el primer mixtape del rapero surcoreano RM, miembro del grupo BTS, publicado el 20 de marzo de 2015 por la compañía Big Hit en Soundcloud.

## Antecedentes y lanzamiento
Antes de iniciar su carrera como rapero del grupo surcoreano BTS, RM empezó a escribir poesía sobre temas como la desesperación, la soledad y la relación entre uno mismo y el mundo mientras estaba en su segundo año en la escuela primaria. A los 11 años, se interesó en la música hip hop y en el lirismo después de que uno de sus maestros le mostrara el trabajo del rapero estadounidense Eminem. Posteriormente, RM comenzó a hacer rap en  círculos locales de hip hop para aficionados y participó activamente en la escena underground del hip hop coreano bajo el apodo «Runch Randa». En 2010 se unió a la compañía Big Hit para tener una carrera en la música como miembro de un grupo hip hop, similar a 1TYM; sin embargo, debido a que los planes para la banda cambiaron hacia una más tradicional de tipo idol, RM mencionó que sintió que estaba llevando una «vida falsa». A pesar de eso no abandonó el grupo, ya que el CEO de la empresa, Bang Si-hyuk, le prometió que podría hacer la música que él escribiera, no la de otras personas. RM entrenó en Big Hit por tres años junto con J-Hope y Suga, antes de que debutaran como integrantes de BTS en 2013. En los primeros años de su carrera en BTS, tanto él como su compañero de grupo Suga enfrentaron críticas de otros artistas de la escena underground por «venderse» y convertirse en idols de K-pop.
En una entrevista para Singles Magazine, RMP2P3
```
expresó su deseo de lanzar un 
mixtape
 para establecerse y presentar una tesis sobre su 
identidad propia
.
[
1
]
```

## Lista de canciones
| N.º | Título                    | Duración |  |
| 1.  | «Voice» (목소리)          | 2:47     |  |
| 2.  | «Do You»                  | 3:01     |  |
| 3.  | «Awakening» (각성 / 覺醒) | 2:38     |  |
| 4.  | «Monster»                 | 3:44     |  |
| 5.  | «Throw Away» (버려)       | 3:15     |  |
| 6.  | «Joke» (농담)             | 3:18     |  |
| 7.  | «God Rap»                 | 3:34     |  |
| 8.  | «Rush» (con Krizz Kaliko) | 4:12     |  |
| 9.  | «Life»                    | 4:17     |  |
| 10. | «Adrift» (표류)           | 3:09     |  |
| 11. | «I Believe»               | 3:42     |  |